# Apocumoechus paranebaliae
Apocumoechus paranebaliae är en kräftdjursart som beskrevs av Hugo Frederik Nierstrasz och Brender a Brandis 1931. Apocumoechus paranebaliae ingår i släktet Apocumoechus, ordningen gråsuggor och tånglöss, klassen storkräftor, fylumet leddjur och riket djur. Inga underarter finns listade i Catalogue of Life.